# NGC 1029
NGC 1029 este o galaxie lenticulară situată în constelația Berbecul. A fost descoperită în 1 octombrie 1864 de către Albert Marth. Se află la o distanță de 48,59 de megaparseci de Pământ.